# Cryptorhopalum brooksi
Cryptorhopalum brooksi är en skalbaggsart som beskrevs av William James Beal 1995. Cryptorhopalum brooksi ingår i släktet Cryptorhopalum och familjen ängrar. Inga underarter finns listade i Catalogue of Life.